# Pteropus tuberculatus
La volpe volante di Vanikoro (Pteropus tuberculatus Peters, 1869) è un pipistrello appartenente alla famiglia degli Pteropodidi, endemico dell'isola di Vanikoro.

## Descrizione

### Dimensioni
Pipistrello di medie dimensioni, con la lunghezza dell'avambraccio tra 112 e 125 mm e la lunghezza delle orecchie tra 18,5 e 20,2 mm.

### Aspetto
La pelliccia è relativamente lunga. Il colore del dorso e della testa è fulvo-rossiccio, mentre le parti ventrali sono bruno-grigiastre. Le spalle sono marroni scure. Il muso è relativamente corto, gli occhi sono grandi. La tibia è ricoperta di peli. I maschi hanno un ciuffo di peli fulvi intorno a delle ghiandole situate sui lati del collo. È privo di coda, mentre l'uropatagio è ridotto ad una sottile membrana lungo la parte interna degli arti inferiori.

## Biologia

### Comportamento
Si rifugia singolarmente o a coppie nella densa vegetazione. È attiva prevalentemente di giorno.

### Alimentazione
Si nutre di frutta e dell'infiorescenza della palma da cocco.

## Distribuzione e habitat
L'areale di questa specie è ristretto alle isole di Vanikoro. Probabilmente è presente anche sulla vicina isola di Utupua.
Vive nella foresta primaria e nelle piantagioni di cocco dell'isola.

## Tassonomia
In accordo alla suddivisione del genere Pteropus effettuata da Andersen, P. tuberculatus è stato inserito nello  P. pselaphon species Group, insieme a P. pselaphon stesso, P. insularis, P. pilosus, P. nitendiensis, P. vetulus, P. fundatus, P. tokudae  e P. allenorum. Tale appartenenza si basa sulle caratteristiche di avere un rostro del cranio accorciato, sulla presenza di un ripiano basale nei premolari e sulla presenza di una cuspide aggiuntiva sui canini superiori.
Altre specie simpatriche dello stesso genere: P. tonganus.

## Conservazione
La IUCN Red List, considerata la ristrettezza del suo areale e l'intenso disboscamento, classifica P. tuberculatus come specie in pericolo critico (CR). Nessuna specie è stata più osservata dopo l'ultima cattura compiuta nel 1930. Nonostante venga considerata probabilmente estinta, una recente spedizione nel 2014 lo ha nuovamente riscoperto, notando come sia ancora relativamente abbondante e conosciuta dai locali.